# Bowery Bombshell
Bowery Bombshell is een Amerikaanse filmkomedie uit 1946 onder regie van Phil Karlson.

## Verhaal
Er wordt een foto genomen van Sach Jones, als hij bij de bank staat. Op dat ogenblik vindt er juist een bankoverval plaats. De politie gelooft dat Sach een van de daders is. Zijn vrienden willen bewijzen dat hij onschuldig is en ze gaan op zoek naar de echte bankovervallers.

## Rolverdeling
| Acteur           | Personage                 |
| ---------------- | ------------------------- |
| Leo Gorcey       | Slip Mahoney              |
| Huntz Hall       | Sach Jones                |
| Bobby Jordan     | Bobby                     |
| William Benedict | Whitey                    |
| David Gorcey     | Chuck                     |
| Teala Loring     | Cathy Smith               |
| Sheldon Leonard  | Ace Deuce Baker           |
| Daun Kennedy     | Maizie                    |
| James Burke      | Rechercheur O'Malley      |
| Vince Barnett    | Straatveger               |
| William Davis    | Moose McCall              |
| William Ruhl     | Spike                     |
| Emmett Vogan     | Mijnheer Johnson          |
| Bernard Gorcey   | Louie Dumbrowsky          |
| Milton Parsons   | Professor Schnackenberger |